# Vergoncey
Vergoncey è un comune francese di 216 abitanti situato nel dipartimento della Manica nella regione della Normandia.

## Società

### Evoluzione demografica
Abitanti censiti